# Viticoltura in Egitto

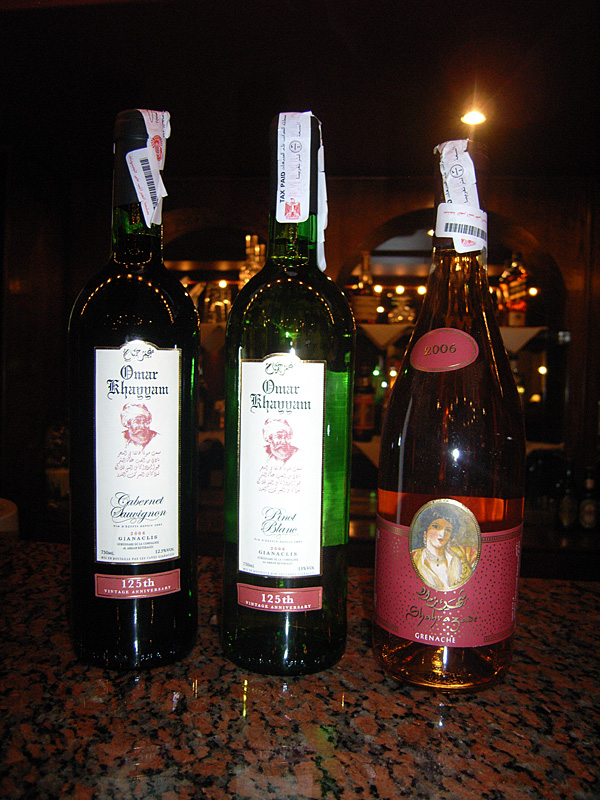
Etichette Omar Khayyam e Shahrazade bottles prodotte dalla Gianaclis Vineyards.

La viticoltura in Egitto ha una lunga tradizione risalente al 3° millennio a.C. L'industria vinicola moderna è relativamente piccola, ma sono stati fatti passi significativi per rilanciarla. Alla fine degli anni Novanta il settore ha invitato competenze internazionali nel tentativo di migliorare la qualità del vino egiziano, che un tempo era noto per la sua scarsa qualità. Negli ultimi anni i vini egiziani hanno ricevuto alcuni riconoscimenti, avendo vinto diversi premi internazionali. Nel 2013 l'Egitto ha prodotto 4.500 tonnellate di vino, classificandosi al 54º posto a livello globale, davanti a Belgio e Regno Unito.

## Storia

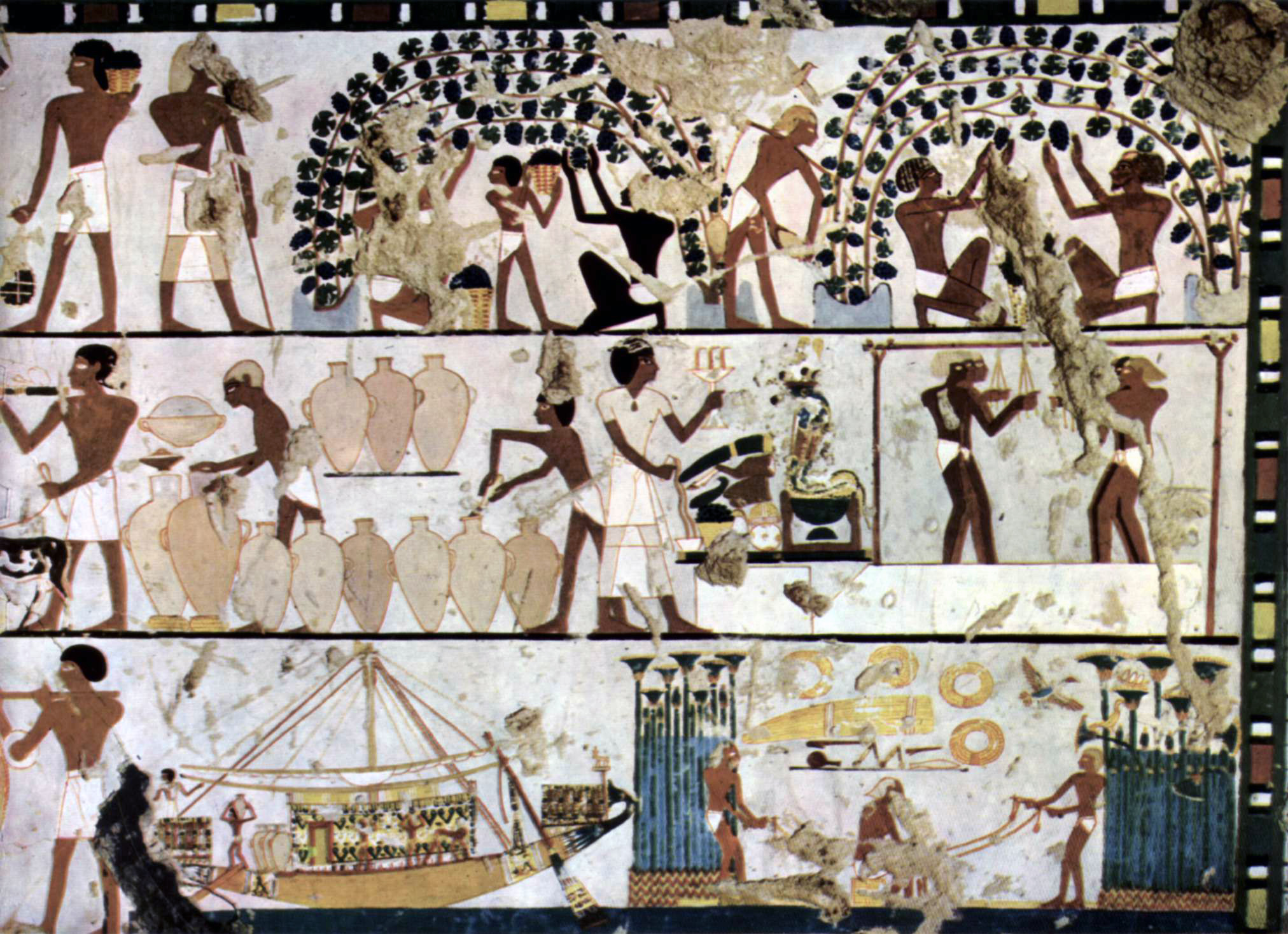
Coltivazione vitivinicola, vinificazione, e commercio in antico Egitto nel 1500 a.C..

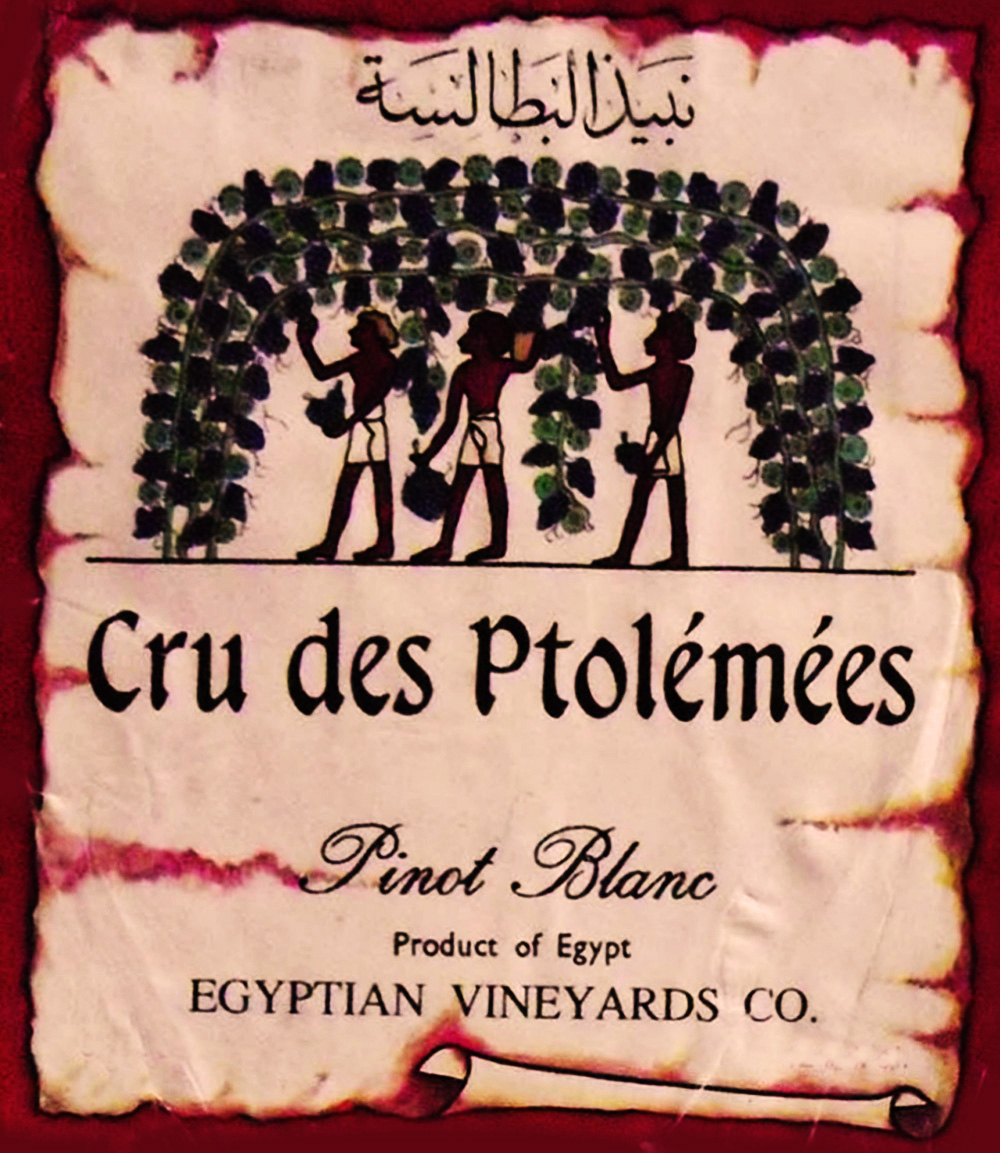
Etichetta del 1930 di un vino egiziano

Il vino era un prodotto fondamentale nell'antico Egitto e giocava un ruolo importante nelle cerimonie. Una fiorente industria vinicola reale venne fondata nel Delta del Nilo dopo l'introduzione della coltivazione dell'uva dal Levante in Egitto, intorno al 3000 a.C. L'industria è nata con molta probabilità dagli scambi commerciali tra Egitto e Canaan all'inizio dell'età del bronzo, a partire almeno dalla Terza Dinastia del XXVII secolo a.C., l'inizio del periodo dell'Antico Regno. Scene di vinificazione sulle pareti delle tombe e le liste delle offerte che le accompagnavano includevano vino sicuramente prodotto nei vigneti del Delta. Entro la fine dell'Antico Regno, cinque vini distinti, probabilmente tutti prodotti nel Delta, costituivano un insieme canonico di provviste per l'aldilà.
Il vino nell'antico Egitto era prevalentemente rosso. A causa della sua somiglianza al sangue, il consumo di vino nella cultura egizia era circondato da molta superstizione. Lo Shedeh, la bevanda più preziosa nell'antico Egitto, si è scoperto essere un vino rosso e non fermentato da melagrane come si pensava in precedenza. La Moralia di Plutarco racconta che, prima di Psammetico I, i faraoni non bevevano vino né lo offrivano agli dei "pensando che fosse il sangue di coloro che avevano combattuto contro gli dei e da cui, caduti e mescolati alla terra, credevano che fossero nate le viti". Questo era considerato il motivo per cui l'ubriachezza "fa uscire gli uomini di senno e li fa impazzire, poiché sono allora pieni del sangue dei loro antenati".
Residui provenienti da cinque anfore di argilla nella tomba di Tutankhamon si sono rivelati essere di vino bianco, quindi era almeno disponibile agli egiziani attraverso il commercio, se non prodotto localmente.
La vinificazione continuò a far parte della cultura egiziana durante il dominio romano in Egitto. Nonostante un atteggiamento riservato verso l'alcool, entro il III secolo i cristiani costituivano la maggioranza della popolazione egiziana. È noto che i monasteri della Chiesa di Alessandria conservavano e producevano grandi quantità di vino. Nel 2008, vicino al Monastero di Santa Caterina nel Sinai, sono stati dissotterrati due torchi per il vino risalenti al dominio romano in Egitto, insieme a monete antiche di Antiochia. Questo potrebbe indicare che il vino egiziano veniva esportato ai cristiani della regione.
La produzione di vino diminuì in modo significativo dopo la conquista musulmana dell'Egitto nel VII secolo. Gli atteggiamenti nei confronti dell'alcool variavano notevolmente sotto il dominio islamico. I governanti musulmani generalmente mostravano un certo livello di tolleranza nei confronti della produzione di alcolici controllata da minoranze religiose. Manoscritti ebrei della Geniza del Cairo raccontano il coinvolgimento di ebrei egiziani nella produzione e vendita di vino nell'Egitto medievale. Tuttavia, il consumo di vino non era necessariamente limitato alle minoranze religiose. Viaggiatori e pellegrini occidentali di passaggio per il Cairo durante i loro viaggi riferivano che la gente del posto musulmana beveva vino e una birra d'orzo locale, chiamata "booza" (arabo egiziano: بوظة, da non confondere con il gelato levantino omonimo), anche durante i periodi più rigorosi del dominio islamico. Il vino più popolare era conosciuto come "nebit shamsi" (arabo egiziano: نبيذ شمسي), prodotto da uvetta e miele importati e lasciato fermentare al sole (da cui il nome, che si traduce approssimativamente in "vino di sole").
La viticoltura rinacque in Egitto grazie a Nestor Gianaclis, commerciante e imprenditore greco-egiziano del settore del tabacco. Nel 1882 egli fondò il primo vigneto moderno del paese a sud di Alessandria. L'industria vinicola egiziana conobbe un periodo di espansione all'inizio del XX secolo, fino alla Rivoluzione egiziana del 1952 che rovesciò la monarchia liberale del paese, a favore di un sistema presidenziale. Nel 1963 il presidente egiziano Gamal Abdel Nasser nazionalizzò e fuse birrerie e vigneti del Paese, all'epoca sotto la Pyramid Brewery di proprietà belga, che in seguito divenne nota come Al Ahram Beverages Company. La cattiva gestione sotto la proprietà statale e una popolazione sempre più religiosa contribuirono al graduale declino dell'industria. La compagnia fu privatizzata nel 1997, al culmine della sua rovina, come parte di un programma di riforma economica volto a ristrutturare l'economia del paese. Questo evento fu visto come un punto di svolta per l'intero settore degli alcolici in Egitto. Il suo nuovo proprietario, l'uomo d'affari egiziano Ahmed Zayat, ristrutturò la società e introdusse una linea di bevande analcoliche per attirare la fascia conservatrice della popolazione. La società fu venduta a Heineken International nel 2002 per 280 milioni di dollari.

## Clima

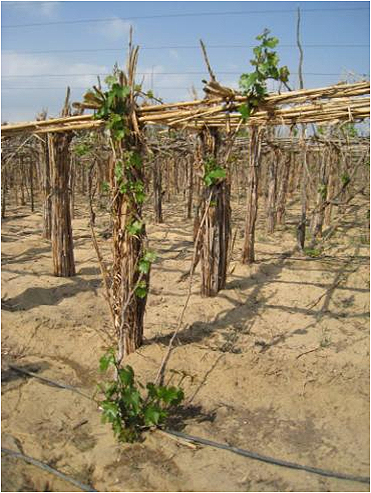
Vigneto con allevamento a pergola e irrigazione a goccia..

Le alte temperature medie e le scarse precipitazioni rappresentano una sfida importante per i viticoltori egiziani. Per superare queste difficoltà, i vigneti in Egitto applicano soluzioni innovative, come l'utilizzo di pergole per ombreggiare le piante e di palme per proteggerle dai venti, nonché il trasporto del raccolto in camion frigoriferi.
Prima della costruzione della diga di Assuan, l'inondazione annuale del Nilo (arabo egiziano: وفاء النيل Wafa' El Nil) forniva un terreno fertile e idratato per le viti, e le condizioni climatiche stabili rendevano la zona competitiva per la coltivazione di uva da vino. Dopo la costruzione della diga nel 1970, l'inondazione annuale si è interrotta. Oggi i vigneti in Egitto utilizzano l'irrigazione a goccia per compensare la mancanza di pioggia.

## Vitigni
Con la privatizzazione dell'azienda statale Al Ahram Beverages Company nel 1997, andarono perduti tutti i nobili vitigni precedentemente piantati dalla sua controllata, Gianaclis Vineyards. Di conseguenza, l'uva doveva essere importata, principalmente dal Libano. Questo coincise con un boom del turismo, che costrinse le cantine a produrre vino economico in grandi quantità per soddisfare la crescente domanda dei turisti occidentali. A causa della mancanza di uva da vino prodotta localmente, le cantine importarono succo concentrato dall'Europa, che veniva diluito con acqua e fermentato, contribuendo alla cattiva reputazione del vino egiziano. Gianaclis Vineyards ricominciò a piantare viti nel 2004 ad Alessandria e Luxor. Entro il 2010, solo il 2% dei loro vini era prodotto con uva libanese, mentre l'uva egiziana veniva utilizzata per il resto della produzione. Il settore ha iniziato negli ultimi anni a sperimentare con varietà internazionali per trovare uve adatte al clima egiziano. I principali vitigni utilizzati per i vini rossi sono Cabernet Sauvignon, Syrah, Grenache, Bobal e Tempranillo, mentre Viognier, Chardonnay e Muscat sono utilizzati per i vini bianchi
La Koroum of the Nile, una cantina con sede a El Gouna, coltiva un vitigno autoctono chiamato Bannati, utilizzato per il suo vino bianco Beausoleil. Nel 2016 il vino ha vinto una medaglia d'argento al Concorso Internazionale Vini di Bruxelles. L'uva viene coltivata nel loro vigneto sul Nilo, nell'Egitto centrale, vicino a Beni Hasan, un antico sito egiziano.